# 모노제닉 계
모노제닉 계(monogenic system)란 고전역학에서 구속력을 제외한 모든 힘이 위치, 속도, 시간과 관계되는 일반화 스칼라퍼텐셜(generalized scalar potential)을 통해 표현되는 계를 말한다. 대부분의 고전역학에서 다루는 계는 모노제닉 계인 경우가 많다. 이는 모노제닉 계의 경우, 물리학자들이 다루기에 조건이 매우 이상적이며, 따라서 멋진 아이디어나 아름다운 이론을 잘 전개할 환경이 제공되기 때문이다. 또한 모노제닉 계는 좋은 수학적 성질들을 가지고 있어 수학적 해석학과 잘 맞는 계이기도 하다. 이러한 이유로, 모노제닉 계는 모든 심각한 물리학 문제를 다루는 데의 논리적 시발점으로 많이 사용되고 있다.

## 성질
수학적으로, 일반화 힘 {\displaystyle {\mathcal {F}}_{i}\,\!}와 일반화 퍼텐셜 {\displaystyle {\mathcal {V}}(q_{1},\ q_{2},\ \dots ,\ q_{N},\ {\dot {q}}_{1},\ {\dot {q}}_{2},\ \dots ,\ {\dot {q}}_{N},\ t)\,\!}의 관계는 다음과 같다.
{\displaystyle {\mathcal {F}}_{i}=-{\frac {\partial {\mathcal {V}}}{\partial q_{i}}}+{\frac {d}{dt}}\left({\frac {\partial {\mathcal {V}}}{\partial {\dot {q_{i}}}}}\right)\,\!}
여기서 만약 이 계의 일반화 퍼텐셜이 위치에 대해서만 직접적인 함수, 즉 {\displaystyle {\mathcal {V}}(q_{1},\ q_{2},\ \dots ,\ q_{N})\,\!} 이면,
{\displaystyle {\mathcal {F}}_{i}=-{\frac {\partial {\mathcal {V}}}{\partial q_{i}}}\,\!}
이 되어 이 계는 보존계가 된다.
라그랑주 역학에서는 모노제닉 계를 자주 다루는데, 만약 다루는 계가 홀로노믹이고 모노제닉이면 달랑베르의 원리로부터 고전역학의 오일러-라그랑주 방정식을 얻을 수 있다.